# Chiesa di Sant'Antonio ai Monti
La chiesa di Sant'Antonio ai Monti è una struttura di interesse artistico della città di Napoli; è sita nel centro storico, nell'omonima via gradinata.

## Storia

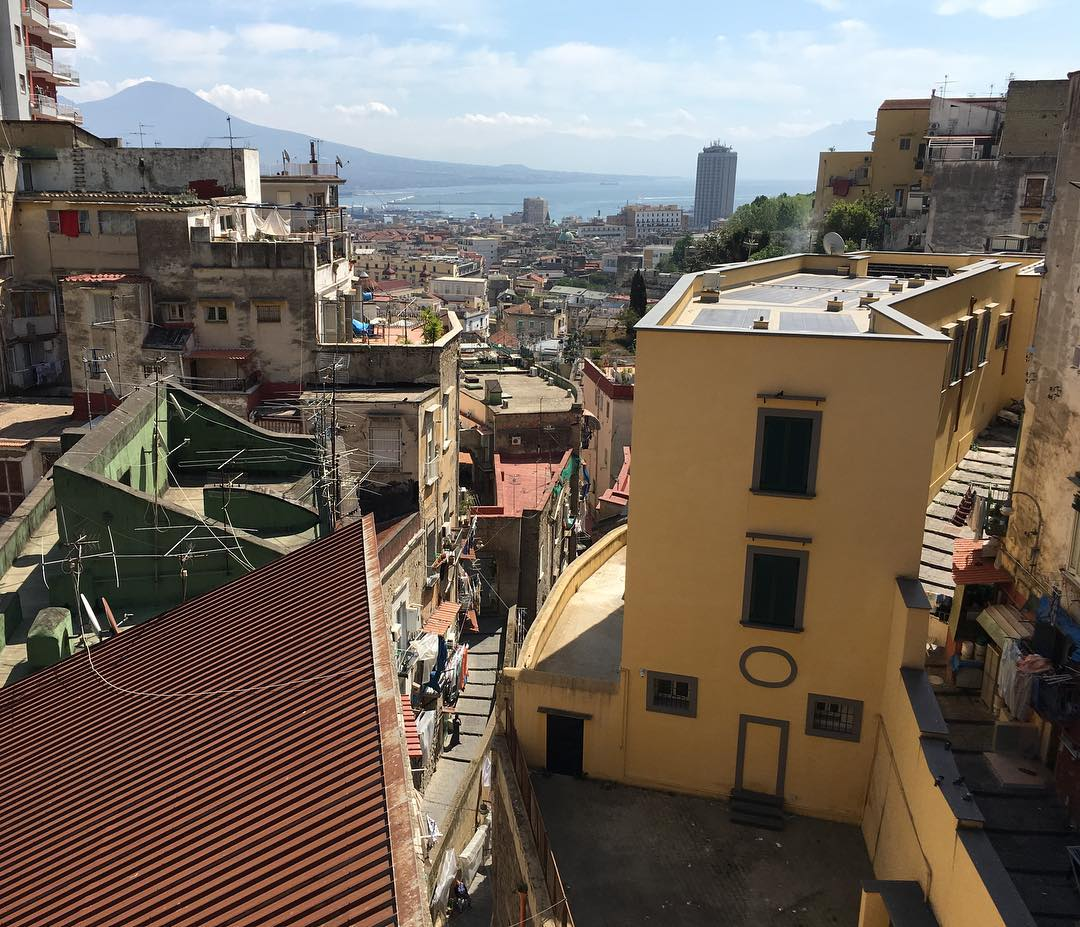
Il monastero (sulla destra) visto da corso Vittorio Emanuele

L'antico complesso, per moltissimo tempo noto come "Santa Maria ai Monti" o "Santa Maria del Monte", viene descritto per la prima volta dall'Araldo, in questo modo: "Santa Maria del Monte sopra il pertuso officiata dai padri conventuali di San Francesco", dando anche, più in là nella descrizione, delle utili informazioni conoscitive. Il monastero fu ceduto a dei frati spagnoli detti "della Mercede", che s'erano trasferiti a Sant'Orsola a Chiaia.
Altre informazioni di questo monastero, ci vengono dati dal D'Aloe; quest'ultimo, risulta nettamente più capillare nel descriverla, infatti le dà una precisa data di fondazione, riconducendola all'anno 1563: fondata dalle famiglie Ferrante e Cuomo e ceduta due anni dopo ai frati spagnoli della Mercede.
Si sa anche di un violento nubifragio del 1569, che diede un duro colpo alla struttura e alle finanze dei frati spagnoli, che, di lì a poco, furono costretti a cederla ai frati del terzo ordine di San Francesco.
Il Chiarini la riconduce invece all'anno 1664, ma molto probabilmente si tratta di un rimaneggiamento.
Francesco I delle Due Sicilie donò il complesso monastico annesso alla chiesa alle solitarie alcantarine fondate nel 1822 da Maria Luigia del Cuore di Gesù, al secolo Fortunata De Nicola.